# Révolution islandaise
La révolution islandaise, aussi appelée révolution des casseroles, (en islandais : Búsáhaldabyltingin) est un ensemble de mouvements de protestation survenus entre octobre 2008 et janvier 2009 en Islande, principalement à Reykjavik, sa capitale. Ces mouvements naissent dans le contexte de la crise financière de 2008 en Islande alors qu'en moins d'un mois les trois banques principales du pays, dont Landsbanki, se déclarent en faillite. À la télévision, le Premier ministre, Geir Haarde en appelle à « Dieu pour sauver l'Islande », ce qui est notable dans un pays qui n'est pas habitué aux références religieuses en politique.

## Constitution du mouvement
Le mouvement trouve son origine le 10 octobre 2008, quand 200 manifestants réclament devant le bâtiment de la Banque centrale d'Islande la démission de son directeur, Davíð Oddsson. Le lendemain, à l'initiative de Hördur Torfason, auteur-compositeur, le One man's protest est organisé devant le siège de l'Althing, le parlement islandais. 
Très vite, un rendez-vous hebdomadaire est fixé, tous les samedis, devant le Parlement, et les manifestants se regroupent sous l'étiquette de la « Voix du Peuple ». Le 18 octobre, les participants aux rassemblements sont plus de 2 000 « selon la police » (ce qui représente un centième de la population de l'agglomération de Reykjavik). Chaque semaine, des manifestants se réunissent, souvent équipés d'ustensiles de cuisine. Le 25 octobre, plus de 20 000 manifestants « selon les organisateurs » défilent dans les rues de Reykjavik, la capitale de ce pays qui ne compte que 334 000 habitants (rapporté à la population française, cela correspondrait à quatre millions de manifestants). Des actions symboliques sont menées pendant des mois jusqu'à la démission du gouvernement et la nationalisation des trois principales banques du pays : on brûle en public des drapeaux des banques qui ont fait faillite, on hisse celui de la chaîne de distribution Bónus sur le porte-drapeau du Parlement.
À partir du 20 janvier 2009, les manifestations prennent de l'ampleur avec pour principale revendication la démission du gouvernement.

## Échos politiques
Très vite, le Mouvement des verts et de gauche, un parti politique de gauche radicale, prend fait et cause pour les mobilisations.

## Conséquences
Le Premier ministre Geir Haarde démissionne de ses fonctions le 26 janvier 2009. Il est remplacé par Jóhanna Sigurðardóttir (ministre des Affaires sociales), première femme à accéder à ce poste, qui est reconduite à la tête d'une coalition de centre-gauche à l'issue des élections législatives du mois d'avril.
Les deux textes de loi sur le remboursement de la dette sont rejetés par les électeurs lors des référendums de 2010 et 2011. En revanche le projet visant à l'adoption d'une nouvelle constitution n'aboutit pas et est abandonné après les élections législatives de 2013.